# Gemensamma handelspolitiken
Den gemensamma handelspolitiken är Europeiska unionens politik för handel med tredjeländer och en del av unionens yttre åtgärder. Genom att upprätta en tullunion har medlemsstaterna avskaffat alla tullavgifter för varor mellan sig och samtidigt infört gemensamma tullavgifter för varor från tredjeländer. Inom ramen för den gemensamma handelspolitiken har unionen slutit handelsavtal med stater runt om i världen. Unionen är också representerad av Europeiska kommissionen inom Världshandelsorganisationen.
Den gemensamma handelspolitiken är ett av Europeiska unionens befogenhetsområden, inom vilket unionen har exklusiv befogenhet. Det innebär att medlemsstaterna inte själva kan anta rättsligt bindande akter, såvida inte unionens institutioner bemyndigar dem att göra så. Den gemensamma handelspolitiken inrättades genom Romfördraget, som trädde i kraft den 1 januari 1958.